# Áris Velouchiótis
Áris Velouchiótis (en grec Άρης Βελουχιώτης ; né le 27 août 1905 à Lamía, mort le 16 juin 1945 à Arta, Mesounda) de son vrai nom Thanássis Kláras (Θανάσης Κλάρας) a été le dirigeant principal de l'Armée populaire de libération nationale grecque (Εθνικός Λαϊκός Απελευθερωτικός Στρατός, ELAS). 
De 1942 à 1945, ELAS, la branche militaire du Front de Libération Nationale (Εθνικό Απελευθερωτικό Μέτωπο, EAM), est de loin la plus importante organisation du mouvement des partisans grecs durant la Seconde Guerre mondiale. Le Parti communiste grec détient la majorité du Comité central de l'EAM. Áris est également un des fondateurs de l'EAM.
Velouchiótis est une des figures les plus tragiques et les plus controversées de l'histoire grecque du XXe siècle.

## Biographie

### Origines et études
Thanássis Kláras est né à Lamía le 27 août 1905. Son père, Dimitri, est avocat. Il étudie l'agronomie à Larissa.

### Engagement politique
Dans les années 1920, son ami, Takis Fitsios, l'initie aux idées communistes. Il se lance dans la lutte révolutionnaire. En 1922, il devient membre de la jeunesse communiste (OKNE) et en 1925, un membre du Parti communiste (KKE).
En 1929, il adhère au Parti communiste et prend le surnom de Misère (Μιζέριας). Il fait la connaissance de Níkos Zachariádis.
Pendant la dictature de Métaxas (1936–1941), il est arrêté et emprisonné dans la prison d'Égine. Pendant son procès, il s'enfuit.
Il est arrêté à nouveau en 1939. En juin, il est transféré à la prison de Corfou où est enfermé Zachariádis. Il y est torturé mais ne donne aucune information. Il est libéré après avoir signé une « déclaration de renonciation » au Parti communiste.

### Seconde Guerre mondiale
Au cours de la Seconde Guerre mondiale, il est enrôlé comme officier de réserve de l'armée grecque. En raison de son comportement indiscipliné, il est dégradé et envoyé pour servir en tant que caporal d'artillerie sur le front albanais (1940-1941). L'invasion allemande en avril 1941 aboutit à la capitulation de la Grèce et à son occupation.
Le KKE envoie Klaras en Grèce Centrale (Roumélie) pour évaluer le potentiel de développement d'un mouvement de partisans contre les forces d'occupation. Ses propositions sont adoptées par le parti et en janvier 1942, Klaras commence à établir des groupes de guérilleros dans les montagnes. En mai 1942, il crée le premier groupe de partisans armés grecs qui fut le noyau de l'ELAS. Kláras choisit comme nom de guerre Áris Velouchiótis: Áris en référence au dieu de la guerre Arès (le Mars des romains), et Velouchiótis, le sommet le plus élevé de la vallée du Sperchios.
Les troupes allemandes se retirent et Athènes est libérée le 12 octobre 1944, bien avant l'arrivée des troupes britanniques. EAM/ELAS ne s'empare pas du pouvoir et fête la libération. La thèse de Churchill est de fait démentie.
Le 17 novembre 1944, les principaux commandants d'ELAS se retrouvent à Lamia pour leur première et dernière réunion. Áris s'attend au pire, il prévient que le général Scobie prépare une attaque anticipée que l'ELAS devrait anticiper. Sa proposition est rejetée par la majorité qui pense que « les Britanniques et les réactionnaires n'ont pas assez de forces pour mener à bien un coup d’État. »
En décembre 1944, le gouvernement d'unité nationale est dissous. Les ministres de l'EAM démissionnent du gouvernement de Georges Papandréou le 2 décembre. Le 3 décembre, la police ouvre le feu contre des manifestants non armés. À nouveau, Athènes entre en guerre : les unités d'ELAS s'opposent aux troupes anglaises pour le contrôle de la capitale. Ces événements de décembre 1944 gardent le nom de Dekemvrianá.

### La fin
En février 1945, le KKE participe aux accords de Varkiza (signés le 12 février 1945) qui devaient mettre fin à la première phase de la guerre civile grecque et voir la réconciliation du peuple grec, ainsi que la libération de milliers de prisonniers politiques et le désarmement d'EAM/ELAS. Áris rejette ces accords et, en reprenant la lutte armée après le désarmement d'EAM/ELAS, entre en conflit avec la direction du Parti communiste grec (KKE, en grec moderne Κομμουνιστικό Κόμμα Ελλάδος) qui l'accuse de non-respect du centralisme dit « démocratique ». En avril 1945, le Comité central du KKE décide de désavouer Kláras. Rizospastis, l'organe de presse du KKE, annonce publiquement cette exclusion le 16 juin 1945. Selon le Rizospastis, le même jour, Áris et un petit groupe de partisans auraient été piégés par des groupes para-militaires et le 118e bataillon de la Garde nationale et Áris se serait suicidé avec une grenade. Aris et son second Léon Tzavélas sont alors décapités : leurs têtes sont exposées dans les rues de Trikala. La tête d'Áris est ensuite acheminée vers Athènes et disparaît en route. La main du NKVD fut évoquée : Velouchiotis fut-il « donné » sur ordre de Staline parce qu'il refusait d'obéir ? Dans une controverse du même ordre que celle concernant la mort du polonais Władysław Sikorski, le doute plane sur cette mort si opportune pour l'entente anglo-soviétique du moment.
Le 19 juin 1945, le Rizospastis lui rend hommage : « La mort si tragique d'Áris Velouchiótis provoque la douleur chez les vrais patriotes, militants de l'idée nationale. Parce que quelle que soit la position qu'il a prise après les accords de Varkiza, une position objectivement facilitée par la réaction, on ne peut pas et ne doit pas oublier qu'Áris Velouchiótis était l'un des pionniers de la lutte de la Résistance et un des champions dans l'organisation de la guérilla,... »

### Réhabilitation politique
Le 18 juin 2006, 61 ans après sa mort, un monument est inauguré par la Fédération Panhellénique de l'Organisation de Résistance (Πανελλήνια Ομοσπονδία Αντιστασιακών Οργανώσεων).
Le 16 juillet 2011, la Conférence Nationale du KKE se prononce en faveur de la réintégration politique d'Áris Velouchiótis, commandant de l'ELAS,.